# Станіслав Денгофф
Станіслав Ернест фон Денгофф (пол. Stanisław Ernest Denhoff; біля 1673, Берент — 2 серпня 1728, Гданськ) — литовський державний і військовий діяч, польний гетьман литовський (1709–1728), воєвода полоцький (1722–1728), староста новокорчинський, калуський, косцежинський, любоченський, мозирський, латовицький, лудзенський, жидеканський, маршалок сеймів 1710, 1712 і 1713 років. Маршалок Сандомирської конфедерації.

## Життєпис

Герб Вепр

Син поморського воєводи Владислава Денгоффа (1639—1683) і його дружини Констанції Слушки. Підтримав обрання королем Августа II Фрідріха (Сильного). З 1697 — ловчий великий литовський. Став маршалком створеної  20 травня 1704 промосковської та антишведської Сандомирської конфедерації. З 1704 по 1721 — великий коронний мечник.
Залишився вірним Августові II навіть після його зречення в 1706 році. У травні 1708 року завадив визнанню Станіслава Лещинського королем Польщі з боку Адама-Миколая Сенявського, впливового представника Сандомирської конфедерації. Завдяки цьому Август II зберіг деякий вплив у Польщі. Це призвело до того, що після повернення короля із Саксонії отримав у 1709 році булаву польного гетьмана литовського.
Брав участь у Полтавській битві на стороні царя московитів Петра. У 1717 році, незадоволений положеннями Німого сейму, які обмежували владу гетьманів, перейшов в антикоролівську опозицію. У 1721 став полоцьким воєводою.
Нагороджений Орденом Білого Орла.
Помер від сухот. Похований у Ченстоховській обителі.

### Родина
Одружувався два рази. У 1709 році першою дружиною стала Йоанна Денгофф (пом. після 1716) — дочка воєводи мальборкського Ернеста Денгоффа (1630—1693) та Зофії Ганни Олесницької. Від першого шлюбу мав дочку Констанцію (1716—1791), яка з 1731 року стала дружиною князя Януша Олександра Сангушка (пом. 1775) — великого мечника литовського і надвірного маршалка литовського.
30 липня 1724 року одружився вдруге — з Марією Зофією Сенявською (1699—1777), дочкою великого гетьмана коронного Адама Миколи Сенявського і Ельжбети з князів Любомирських. Тривалий час домагався її руки, вона неохоче ставилась до залицянь. Під час весілля наречений влаштував пишний прийом у палаці латинських архієпископів у Львові (нині Площа Ринок, 9). На спеціальних щоглах горіли 600 смолоскипів, 400 ліхтарів. Дорога до будинку була позначена 6-ма вишками, заквітчаними світильниками. З вікон виставили чотири дощові труби, з яких протягом однієї години лилося угорське вино.